# 김태리
김태리(한국 한자: 金泰梨, 1990년 4월 24일~)는 대한민국의 배우이다.

## 학력
- 서울신현초등학교 (졸업)
- 신현중학교 (졸업)
- 영신여자실업고등학교 디자인과 (졸업)
- 경희대학교 언론정보학과 (현 미디어학과, 학사)

## 어린 시절
김태리는 1990년 4월 24일 서울특별시 중랑구 상봉동에서 태어났다. 김태리에서 '태'(泰)는 집안의 돌림자고 '리'(梨)는 배나무를 뜻한다. 태어날 때 동네에 배꽃이 만개한 것에서 따온 이름이다. 어머니는 정치를 하길 바라는 마음에서 '태정'을 원하셨지만 아버지가 출생신고 하러 가는 길에 '태리'로 바꾸셨다고 한다. 막연히 아나운서가 되고 싶은 생각에 경희대학교 신문방송학과(현 미디어학과)에 입학했다. 이때까지만 해도 연기, 연극, 영화에 대한 관심은 하나도 없었다. 김태리가 처음 연기를 접한 계기는 대학 연극 동아리. 1학년 때 신입단원을 모집하는 연극을 보고 연극 동아리에 가입했고, 2학년 때 진로를 연극배우로 결정했다고 한다. 동아리 활동을 하며 독립 영화 《시민좀비》에 출연하기도 했으며, 대학을 졸업할 즈음엔 대학로로 나가 극단에 들어갔다.

## 경력

### 초기 경력
극단 ‘이루’에서 조명, 음향 등 스태프로 1년간 잡일을 하다 정식 단원이 되었다. 연극 데뷔 무대는 2012년 9월 상연된 《넙쭉이》. 김태리는 주연 배우였던 강애심이 무대에 못 서게 되는 만약의 경우에 출연하는 사실상 무대에 오를 일이 없었던 대역 배우였다. 하지만 강애심의 권유로 연습실에서 한 시간 반 분량의 모노드라마 연기를 했고, 이를 좋게 본 연출가가 김태리에게 실제 무대에 설 기회를 줬다고 한다. 이후 《팬지》, 《사랑을 묻다》, 《지금도 가슴 설렌다》 등의 연극에 출연하며 경력을 쌓았다.
극단 활동을 하며 몇 편의 단편 영화에도 출연했다. 2013년에는 《문영》에 출연하여 캠코더에 사람을 담는 말없는 여고생 문영으로 분했다. 이 영화는 2015년 서울독립영화제에서 단편으로 처음 상영된 후 2017년에 정식 개봉되었다 2014년엔 한국영화아카데미에서 제작한 《뭐보노?》, 《누구인가》, 《락 아웃》에 참여했다. 《뭐보노?》에서는 여고생1 역을, 《누구인가》에서는 자신이 누구인지 알고 싶어하는 배우 태리 역을, 《락 아웃》에서는 열쇠수리공에게 집의 문을 열어달라고 하는 여자 역을 맡았다. 이처럼 김태리는 극단에 있으면서 작은 영화에 작은 역할로 참여하다가 영화의 재미까지 알게 됐다고 한다.
같은 해 현재 소속사 제이와이드컴퍼니를 만나며 연예계에 입문해 뷰티 브랜드 더바디샵 광고를 시작으로 다수의 TV 광고에 출연했다. 또한 영화 오디션을 보며 충무로의 문을 두드렸고, 여러 차례 탈락의 고배를 마시던 김태리는 2014년 말 1500:1의 경쟁률을 뚫고 박찬욱 감독의 영화 《아가씨》에 캐스팅되었다.

### 2016-2019:아가씨, 차세대 라이징 배우로 주목과 성공

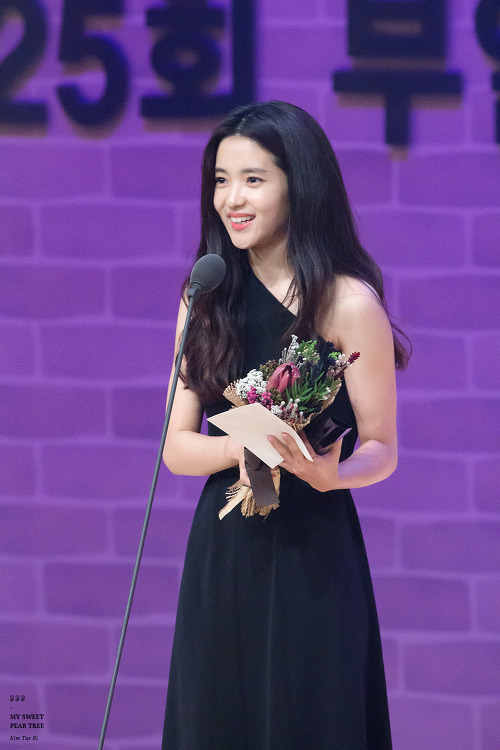
2016년 제25회 부일영화상 시상식에서 김태리.

영국 소설 ‘핑거스미스’를 원작으로 하는 《아가씨》는 박찬욱 감독의 6년 만의 국내 영화 컴백작이라는 자체만으로 오디션 공고 자체가 충무로에서 큰 화제를 모았다. 박찬욱 감독은 자신이 발굴한 김태리에 대해 “'올드보이' 당시 배우 강혜정을 처음 만났을 때 받은 느낌과 무척 비슷했다. 누구나 상상할 수 있는 틀에 박힌 연기를 하지 않겠다는 고집이 있었고, 차분하고 침착했다. 긴 고민 없이 결정할 수 있었다”고 말했다. 《아가씨》는 2016년 4월에 열린 제69회 칸국제영화제 경쟁부문에 초청되며 다시 한번 큰 화제를 모았고, 청불등급임에도 최종 관객수 428만의 성적으로 흥행에 성공했다. 김태리는 사기꾼 백작의 제안을 받고 귀족 아가씨의 재산을 가로채기 위해 하녀로 접근하는 소매치기 숙희 역을 맡았다. 총 3부로 구성된 영화에서 1부의 화자를 맡은 숙희는 극의 전반부를 이끌어간다. 김태리는 첫 장편 영화에서 신인답지 않은 당찬 연기력을 보여 호평을 받았고, 제37회 청룡영화상, 제16회 디렉터스 컷 시상식, 제17회 부산영화평론가협회상, 제25회 부일영화상, 제8회 올해의 영화상, 제11회 아시안 필름 어워즈 등 국내외 영화시상식에서 신인상을 휩쓸며 충무로에 확실한 눈도장을 찍었다. 이 시기에 그녀는 《아가씨》의 조진웅과의 인연으로 tvN 드라마 안투라지에 특별출연했다. 《아가씨》의 인기에 힘입어 2017년 1월에는 과거 2013년 극단 활동 시절 김태리가 주연을 맡았던 독립 영화 《문영》이 개봉하기도 했다. 김태리는 캠코더로 사람들을 촬영하는 벙어리 여고생 문영 역을 맡아 치기 어리면서도 어딘가 연약해 보이는 상처받은 소녀를 연기했다. 이 영화는 앞서 2015년 서울독립영화제에서 처음 상영되었던 영화로, 기존의 단편버전에서 64분으로 확장, 정식 개봉되었다. 2017년 12월 개봉된 영화 《1987》이 개봉했다. 이 작품은 박종철 고문치사 사건부터 6월 항쟁까지 이어지는 한국 현대사를 그리고 있으며, 김태리는 유일한 허구의 인물인 연희를 연기했다. 87학번 신입생 연희는 권력의 부당함과 이에 저항하는 선택이 옳다는 것은 알지만, 침묵으로 외면하는 인물. 보편적인 시민들을 대변하는 캐릭터다. 영화는 공개와 동시에 언론과 평단의 호평을 받으며 최종 관객수 723만 명의 성적을 거뒀다. 그녀는 제55회 대종상 영화제 여우주연상에 후보지명되었다.

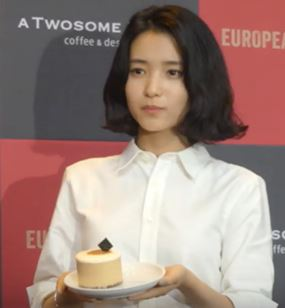
2018년 투썸플레이스 유러피안 페어링 행사에서 김태리

이듬해인 2018년 2월에는 영화 《리틀 포레스트》가 개봉했다. 이 영화는 일본의 동명 만화를 원작으로 임순례가 감독하고 도시의 반복되는 일상에 지친 혜원이 고향으로 돌아와 사계절을 보내며 자신의 삶을 찾아가는 이야기를 담은 작품이다. 한국의 사계절을 담기 위해 1년의 촬영 기간 동안 4번의 크랭크인과 크랭크업을 거쳤고, 김태리는 주인공 혜원 역을 맡아 전체 47회차 촬영에 모두 참여했다. 러닝타임 내내 김태리의 내레이션과 함께 자연 속에서 조용한 서사가 이어지는 이 영화는 순제작비 15억 원의 저예산 영화임에도 불구하고 최종관객수 150만을 돌파했다. 이와 같은 성적은 자극적이고 장르 위주의 대규모 영화가 주류가 된 극장가에서 20대 여배우가 이끄는 잔잔한 소규모 영화의 성공이라는 점에서 의미가 있었다. 또한 김태리는 이 작품을 통해 원톱으로 극을 이끌어나갈 수 있는 힘을 보여주며, 제54회 백상예술대상, 제39회 청룡영화상, 제24회 춘사영화상, 제27회 부일영화상 여우주연상에 후보지명되었고, 제18회 디렉터스 컷 시상식와 제13회 대한민국 대학영화제에서 여우주연상을 수상하며 또 한번 배우로서 한층 성장하게 되는 계기의 작품이 되었다. 이후 그녀는 히트메이커인 김은숙 작가의 차기작으로 화제를 불러모은 드라마 《미스터 션샤인》의 여주인공으로 캐스팅되었다. 이 작품은 1900년대를 배경으로, 역사에는 기록되지 않았으나 우리가 꼭 기억해야 할 의병들의 휴먼 멜로 드라마로 김태리는 조선의 정신적 지주인 고씨 가문의 마지막 핏줄인 애기씨 고애신 역을 연기했다. 이 작품은 2018년 7월 초에 첫방송 됐으며, 그녀는 첫 TV 드라마 주연작이자 데뷔작임에도 자신만의 독보적인 캐릭터를 완성 시키며 성공적으로 극을 이끌며 호평을 받았다. 같은 해 제11회 코리아 드라마 어워즈, 제6회 아시아태평양 스타 어워즈, 제2회 더 서울어워즈 신인상과 제55회 백상예술대상 최우수연기상에 후보지명됐으며, 제6회 아시아태평양 스타 어워즈에서 신인상을 수상했다. 또한 2018년 10월, 김태리는 문화체육관광부와 한국콘텐츠진흥원 주최로 서울 송파구 방이동 올림픽공원 올림픽홀에서 열린 2016 대한민국 대중문화예술상 시상식에서 문화체육관광부 장관 표창을 수상했다.

### 2020-현재
2019년 김태리는 두 편의 영화에 캐스팅되었다. 조성희 감독의 신작 《승리호》로 우주를 배경으로 하는 모험기를 다룬 한국 최초의 우주 SF 물이다. 이 작품은 7월에 크랭크인되어 그해 11월 크랭크업되었으며, 2020년 개봉될 예정이다. 다음 작품으로는 최동훈 감독의 신작 영화로 2019년 8월 말 출연을 최종적으로 확정했다. 《외계+인》은 고려시대와 외계인이 출몰하는 현대가 시간의 문으로 연결되는 SF 영화로 2020년 3월 29일에 1부와 2부를 동시에 찍기 시작해 2021년 4월 19일에 마쳤다.